# Saif ibn Sultan II.
Saif ibn Sultan II. (arabisch سلطان بن سيف الثاني, DMG Sulṭān b. Saif aṯ-ṯānī; † 20. Juni 1743) war Imam von Oman von 1718 bis 1743 und entstammte der Yaruba-Dynastie.
Die Nachfolge von Sultan ibn Saif II. (1708–1718) war umstritten, da sein Sohn Saif noch minderjährig war. Dennoch setzte das Volk diesen, gegen die Bedenken der Geistlichkeit, als neuen Imam Saif ibn Sultan II. durch. Allerdings erhob die Geistlichkeit ihren Favoriten Muhanna ibn Sultan schon 1719 in Rustaq zum Gegenimam. Dieser konnte sich aber nicht behaupten, da er von der Bevölkerung nicht unterstützt wurde. So konnte er schon bald von Yarub ibn Bilʿarab gestürzt und ermordet werden. Als sich Yarub zum neuen Imam wählen ließ, führte dies zum Widerstand der Stämme, für die weiter Saif ibn Sultan II. der rechtmäßige Imam der Ibaditen war. 
In der Folgezeit brachen aber die Spannungen zwischen den Stammesgruppierungen der Hinawy und den Ghafiry in einem offenen Bürgerkrieg aus. Das Land wurde faktisch geteilt, wobei Saif ibn Sultan II. im Gebiet der Hinawy und Bilʿarab ibn Himyar (1733–1736) im Gebiet der Ghafiry als Imam anerkannt wurde. Gegen die Dominanz der Ghafiry verbündete sich Saif ibn Sultan II. mit den Persern unter Nadir Schah, der Truppen nach Oman entsandte (1736–1737). Als diese aber das Land besetzten und unter ihre Herrschaft bringen wollten gelang Saif ein Bündnis mit den Ghafiriy und die Vertreibung der Perser. 
Allerdings dauerte die Opposition der Geistlichkeit an, die mit Sultan ibn Murschid al-Yaruba einen neuen Gegenimam aufstellten (1741–1743). Dies führte erneut zum Bürgerkrieg. Als sich Said wieder an die Perser um Hilfe wandte, eroberten diese die omanischen Küstengebiete (1741–1743). Nur in Suhar konnte sich Ahmad ibn Said gegen die persischen Truppen behaupten. Erst mit dem Tod beider Imame im Jahr 1743 und dem Ende der Yaruba-Dynastie nach der Herrschaft Bilʿarab ibn Himyars konnte Ahmad ibn Said, der Begründer der Said-Dynastie, Oman wieder befrieden und zu einem neuen Aufschwung führen.